# Боромлянский сельский совет (Тростянецкий район)
Боромлянский сельский совет (укр. Боромлянська сільська рада) — входит в состав
Тростянецкого района
Сумской области
Украины.
Административный центр сельского совета находится в 
с. Боромля
.

## Населённые пункты совета
- с. Боромля
- с. Волков
- с. Мозговое
- с. Новгородское
- с. Пархомовка
- с. Першотравневое
- с. Шевченков Гай